# HD 119834
HD 119834 (M Centauri) é uma estrela na constelação de Centaurus. Tem uma magnitude aparente visual de 4,63, sendo visível a olho nu em locais sem muita poluição luminosa. Com base em medições de paralaxe pelo satélite Hipparcos, está localizada a aproximadamente 260 anos-luz (81 parsecs) da Terra. Está a cerca de 4 minutos de arco do centro do aglomerado globular NGC 5286.
Esta estrela é classificada como uma gigante de classe G ou K com um tipo espectral de G8/K0III. Está brilhando com 96 vezes a luminosidade solar e tem uma temperatura efetiva de 5 070 K. É uma binária espectroscópica, o que significa que possui uma estrela companheira detectada a partir do espectro da primária. Dados astrométricos da missão Hipparcos permitiram refinar a órbita da estrela: ela possui um período orbital de 437 dias, semieixo maior projetado de 6,45 milissegundos de arco, excentricidade de 0,13 e está inclinada em 48,2° em relação ao plano do céu.